# Quinto Lollio
Quinto Lollio  (in latino Quintus Lollius; 162 a.C. – post 70 a.C.) è stato un militare romano.

## Biografia
Quinto Lollio era un cittadino romano della Sicilia, appartenente all'ordine equestre. Durante il governo di Verre (73-71 a.C.), quando ormai Quinto Lollio aveva già novant'anni, fu trattato pubblicamente in maniera oltraggiosa e malvagia da Quinto Apronio, uno dei più infami collaboratori di Verre. L'età e i problemi di salute impedirono a Lollio di presentarsi al processo contro Verre, ma al suo posto testimoniò il figlio Marco.
Un secondo figlio, di nome Quinto come il padre, aveva accusato Calidio ed era andato via dalla Sicilia per cercare prove dei misfatti di Verre; costui venne assassinato si disse su istigazione di Verre stesso.